# 고마자와 올림픽 공원

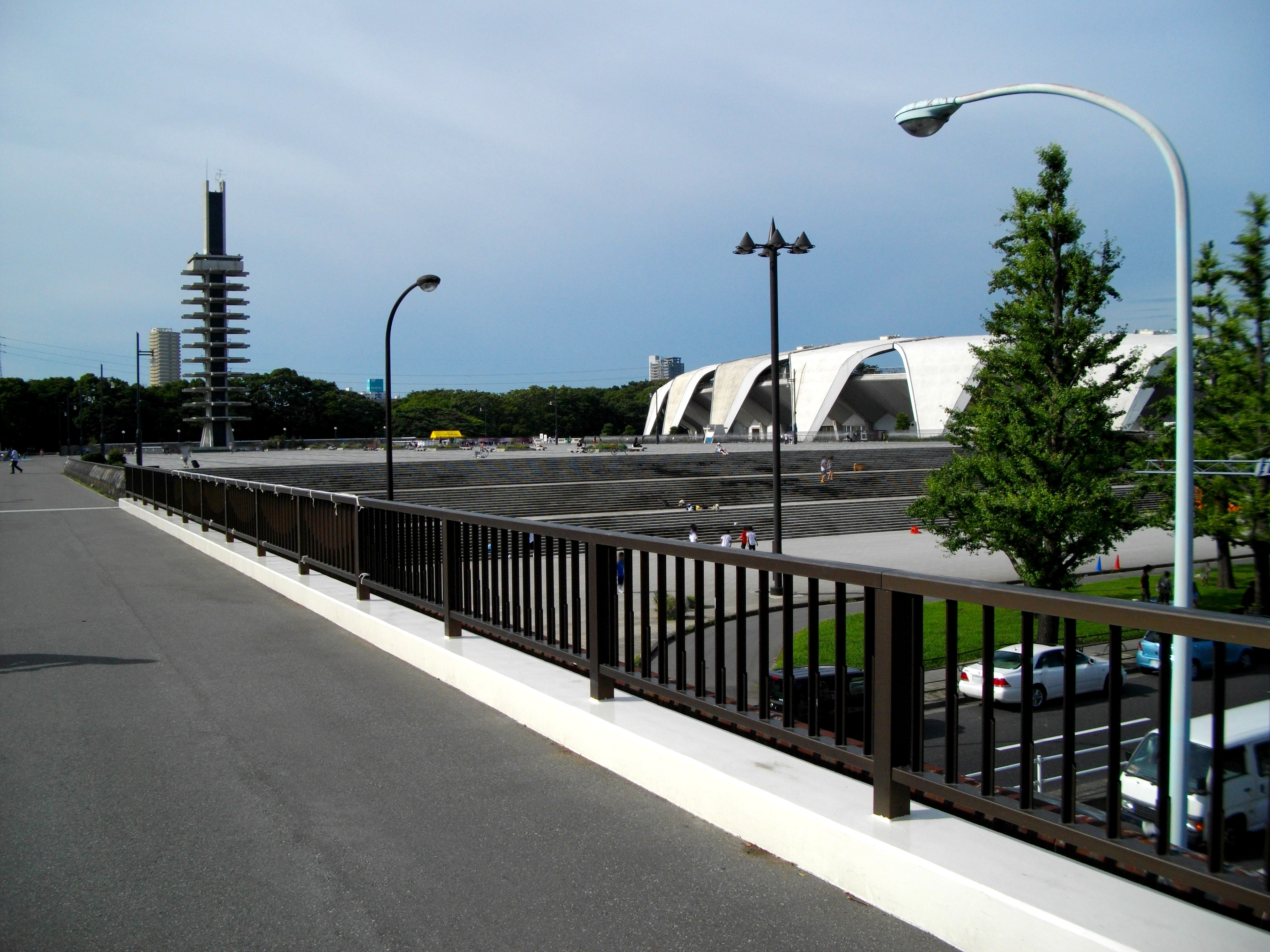
공원의 모습. 오른쪽이 육상 경기장이다.

고마자와 올림픽 공원(일본어: 駒沢オリンピック公園 고마자와오림핏쿠코엔[*])은 도쿄도 세타가야구와 메구로구에 걸쳐있는 공원이다.

## 개요
공원 내에는 도쿄 도와 그 외곽 단체가 관리하는 여러 운동 시설이 있으며, 이러한 시설군은 고마자와 올림픽 공원 종합운동장(일본어: 駒沢オリンピック公園総合運動場 -そうごううんどうじょう[*])이라고 부른다. 공원 남쪽의 후카사와 하우스와 인접해 있으며, 제일 가까운 역은 도쿄 급행 전철 덴엔토시 선의 고마자와 대학 역이다.
원래는 고마자와 골프장이었다. 1940년에 실시 예정이었던 1940년 하계 올림픽의 주 경기장이었지만, 중단됐다.
1953년에 프로 야구 도큐 (토에이) 플라이어스의 본거지로서 도쿄 급행 전철 등이 건설한 고마자와 야구장으로 개설되었지만, 1964년 하계 올림픽의 개최에 따른 스포츠 공원 정비를 위해 도쿄에 대지를 반환한 1962년부터 공사에 착수, 1964년에 완성했다. 주변에는 도쿄 올림픽 때 배구 연습장이 된 고마자와 대학 강당 겸 체육관 (6호관)과 도쿄도 선정 역사적 건조물로 선정된 고마자와 대학 고운칸(耕雲館)이 있다.
공원은 주변 주민과 고마자와 대학 · 일본 체육 대학 학생들의 휴식처가 되고 있다.

## 주요 시설

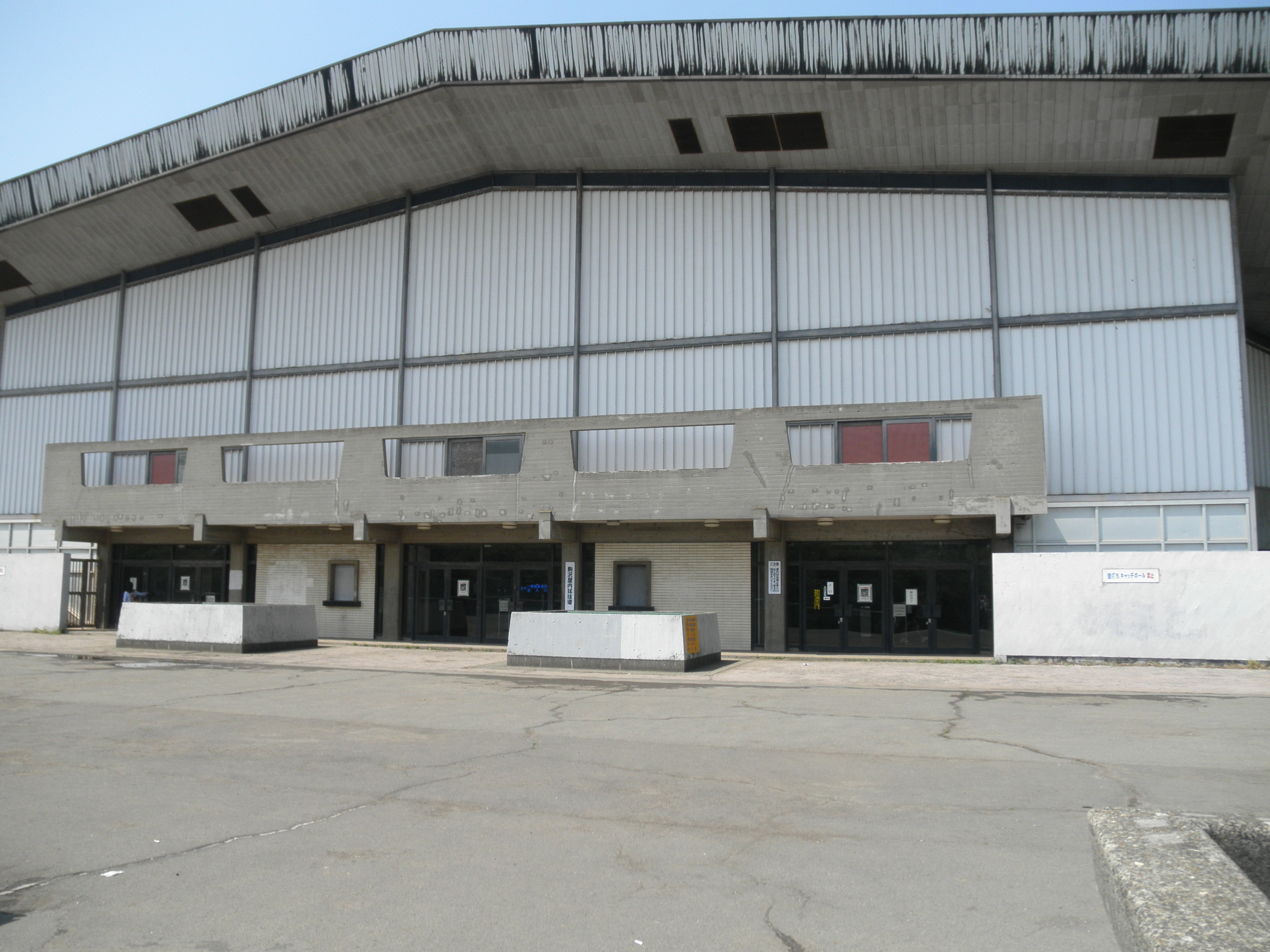
실내 구기장 입구

총 면적은 약 41만m2. 다음과 같은 운동 시설 군 외에 아동 공원, 자전거 코스와 조깅 코스 등이 정비되어 있다.
- 고마자와 올림픽 공원 종합운동장 육상 경기장
- 보조 경기장 (필드 부분은 인조 잔디)
- 고마자와 올림픽 공원 종합운동장 제1구장
- 고마자와 올림픽 공원 종합운동장 제2구장
- 고마자와 올림픽 공원 종합운동장 체육관
- 고마자와 올림픽 공원 종합운동장 실내 구기장
- 고마자와 올림픽 공원 종합운동장 경식 야구장 (연식 야구로도 이용 가능)
- 연식 야구장
- 테니스 코트
- 야외 수영장
- 트레이닝룸
- 도쿄 올림픽 기념 갤러리